# Shichinohe
Shichinohe (jap. 七戸町 Shichinohe-machi) – miasto w Japonii, na wyspie Honsiu, w prefekturze Aomori. Według danych na rok 2020 miejscowość zamieszkiwało 14 556 mieszkańców , a gęstość zaludnienia wyniosła 43,2 os./km².